# Reluciente, rechinante y aterciopelado
Reluciente, Rechinante y Aterciopelado es el primer álbum grabado en vivo por Aterciopelados, que reúne algunos de los mejores temas tocados por el grupo a lo largo de su carrera musical, a su vez marca el reencuentro de Andrea y Héctor Buitrago tras la disolución del grupo en 2012.
Se publicó en formato CD y DVD lanzado oficialmente el 22 de abril de 2016 fue grabado en Bogotá bajo la dirección de Roberto de Zubiría, Mauricio Pardo y Roberto León y producido por Rafael Arcaurte, contó con la participación de grandes invitados como León Larregui (vocalista de la agrupación Mexicana Zoé), el cantautor Español Macaco, Goyo (Chocquibtown) y Catalina García (Monsieur Periné).
La propuesta de grabar un "dividi" nació de Sony Music Colombia tras el concierto de reaparición que dio el grupo en Rock al Parque 2014, finalmente y tras casi 2 meses de ensayos el 2 de junio de 2015, con 140 invitados se grabó el esperado concierto. En el mismo aparecen canciones de sus álbumes El Dorado, La pipa de la paz, Caribe Atómico y Gozo Poderoso así como canciones de los proyectos solistas de los líderes del grupo; se dejó de lado su primer disco mientras que los dos últimos tenían problemas de derechos que la nueva disquera, Sony, tenía fuera de su alcance.

## Grabación y escenografía
La preproducción musical se llevó a cabo en Tigo Music Studios by Audiovisión, estudio donde la banda grabó algunos de sus mejores discos: para la misma se renovó por completo a los músicos del grupo. El concierto fue grabado en estudios de RTI, por la casa productora Lapost Estudio, la dirección de Roberto de Zubiría, Mauricio Pardo y Roberto León; iluminado con lámparas hechas de 810 botellas de detergente y suavizante, un gran corazón de terciopelo, un árbol hecho de llantas y tapas plásticas, y CDs que servirán de marco en los escalones: dicha escenografía estuvo a cargo de Juan Garcés, la grabación (aproximadamente 3 horas) constó de dos bloques el primero inicio con "Baracunatana" e incluyó "El Estuche", "El Álbum" y "Rompecabezas" así como las canciones "Soy la semilla nativa" original del último álbum de Héctor Niños Cristal y "Yo" uno de los éxitos más rutilantes de Andrea como solista incluido en su álbum Dos. 
La segunda sesión contiene un tema inédito llamado "Re" que no es más que un homenaje del grupo a sus amigos de Café Tacvba el mismo consta de un juego de palabras con la sílaba Re- y su melodía es básicamente en Norteña, para la interpretación de "Maligno" se invitó a León Larregui de Zoé, y el bandoneonista colombiano Giovanni Parra, "Bolero Falaz", "Luz Azul" con el cantautor español Macaco y "Florecita Rockera" con Goyo de Chocquibtown y Catalina García de Monsieur Periné cerraron este bloque; finalmente y como regalo al público se interpretó "La Estaca" pero esta última no está incluida en ninguno de los formatos.

## Cortes de difusión, Lanzamiento y nueva Gira
El 16 de octubre de 2015 apareció el primer sencillo de este álbum "Luz Azul" con la participación especial de Macaco seguidamente se presentaron en Popayan y realizaron su concierto privado de Reencuentro en el teatro Julio Mario Santodomingo de Bogotá antes de lanzar el segundo sencillo Florecita Rockera con Catalina García & Goyo el 8 de marzo de 2016 día de la mujer finalmente el 22 de abril de 2016 se lanzó oficialmente el CD+DVD y el 13 de julio aparece el último sencillo "Maligno" con León coincidiendo con la fiesta del día mundial de rock
En la gira promocional el grupo ha estado como de costumbre en varias ciudades del país: en Bogotá participaron del Festelar 2016, concierto Radionica y concierto por la paz en la Plaza de Bolívar; a nivel internacional se han llevado a cabo múltiples conciertos en México y Estados Unidos, así como presentaciones en Venezuela, y se han confirmado conciertos en Argentina, España, Alemania y Holanda. La recepción de este proyecto por parte de la crítica ha sido mayormente positivo y la revista Rolling Stone Colombia lo eligió como el No 1 de los Grandes discos nacionales de 2016, celebrando el regreso y la tradición que representa la banda para el rock colombiano, sería posicionado 18 entre los mejores discos internacionales de 2016 siendo el único álbum latino en el top.
Para julio de 2017 la banda ya ha recorrido más de 40 ciudades en todo el mundo y recibió una nueva certificación de disco de oro por ventas, además de confirmar un importante número de presentaciones en diversos festivales de Rock alternativo por América y Europa.

## Lista de canciones
| CD    |                                                                                 |                     |          |  |
| N.º   | Título                                                                          | Escritor(es)        | Duración |  |
| 1.    | «Baracunatana»                                                                  | Leonidas Plaza      | 2:43     |  |
| 2.    | «El estuche»                                                                    | Echeverri           | 3:05     |  |
| 3.    | «El álbum»                                                                      | Echeverri           | 4:05     |  |
| 4.    | «Rompecabezas» (con Marco Antonio Farinango de Kapiri Walka en los vientos)     | Echeverri           | 4:57     |  |
| 5.    | «Soy La Semilla Nativa» (de Niños Cristal de Héctor Buitrago)                   | Buitrago            | 3:22     |  |
| 6.    | «Yo» (de Dos de Andrea Echeverri)                                               | Echeverri           | 3:27     |  |
| 7.    | «Re» (homenaje a Re de Café Tacvba)                                             | Echeverri           | 4:03     |  |
| 8.    | «Maligno» (ft León Larregui de Zoe)                                             | Buitrago, Echeverri | 4:34     |  |
| 9.    | «Bolero falaz»                                                                  | Buitrago, Echeverri | 4:45     |  |
| 10.   | «Luz azul» (ft Macaco)                                                          | Buitrago, Echeverri | 4:26     |  |
| 11.   | «Florecita rockera» (ft Goyo (Chocquibtown) y Catalina García (Monsieur Periné) | Buitrago            | 6:54     |  |
| 46:21 |                                                                                 |                     |          |  |

## Créditos
Músicos
- Andrea Echeverri: Voz, guitarra rítmica
- Héctor Buitrago: Bajo, coros
- Gregorio Merchán: Batería
- Leonardo Castiblanco: Guitarra
- Natalia Pazos: Percusión y coros
- Catalina Ávila: Percusión y coros

Músicos invitados
- Marco Antonio Farinango: Vientos
- Giovanni Parra: Bandoneón
- León Larregui: Segunda voz y coros
- Macaco: Segunda voz y coros
- Goyo: Segunda voz y coros
- Catalina García: segunda voz y coros

Producción musical
- Rafael Arcaute: productor
- Rafa Sardina: Mezcla
- Alejandro Jiménez, Ximena Vargas: producción ejecutiva

Producción audiovisual
- Lapost Estudio: Casa productora
- Roberto de Zubiría: Director de filmación
- Mauricio Pardo : Director de filmación / Director Cámaras
- Roberto Leon : Director de Filmación / Camarógrafo
- Juan Garcés: dirección de arte
- Paula Pérez: Vestuario
- Keka Serrano: producción ejecutiva
- Roberto León: cámara
- Sergio Saraza: Cámara
- Sergio Ivan Castaño : Director de Fotografía

Postproducción
- Lapost Estudio: Casa postproductora
- Jhon Casas: Director de edición
- Adrián Rengifo: editor
- Roberto de Zubiría, Nicolás Herrán: coloristas
- Dafna Vallejo: Composición
- Wanda Quintero: motion graphics

Arte de Empaque
- Concepto: Aterciopelados y Lapost Estudio
- Diseño y diagramación: Andrea Hermida y Lapost Estudio
- Ilustraciones: Andrea Hermida, Juan Andrés Moreno, LaPost Estudio y Santiago Uribe
- Fotografía: Juan Andrés Moreno, Giancarlo Barco